# ورزشگاه ولایت بروجرد
ورزشگاه ولایت بروجرد یکی از ورزشگاه‌های شهر بروجرد است. 
این ورزشگاه پس از سفر علی خامنه‌ای، رهبر جمهوری اسلامی ایران در سال ۱۳۷۰ به استان لرستان و به دستور مستقیم ایشان، به عنوان عالی ترین مقام نظام جمهوری اسلامی، با تقریبا بیست سال تاخیر و به شکل ناتمام ساخته و بهره برداری شد. به همین دلیل و به نشان قدردانی از ایشان این ورزشگاه به نام ورزشگاه ولایت نامگذاری شد.
این مجموعه که از مراکز سرپوشیده است و دارای زمین فوتسال، والیبال و بسکتبال است. در شمال این ورزشگاه پیست موتور سواری در حال ساخت است و در جنوب آن سالن صخره نوردی.

## مشخصات مجموعه ورزشی ولایت بروجرد
۱ - محل احداث این ورزشگاه در جاده بروجرد - ملایر - میدان نواب می‌باشد.
۲ - این مجموعه ورزشی متشکل از زمین فوتبال - والیبال - پینگ و پنگ و... می‌باشد.
۳ - مبلغ پول تصویب شده در سال ۱۳۸۰ جهت این ورزشگاه ۱۷۵۰ میلیون ریال و جهت تکمیل این مجموعه ورزشی ردیف ملی ۳۰۵۰۱۲۳۷ اختصاص یافت.

## تاریخچه
گرفتن اعتبار مالی جهت تکمیل ورزشگاه سی هزار نفری بروجرد:
با پیگیری‌ها و نامه نگاری‌های مهندس نمایندگان ادوار مختلف مردم بروجرد و اشترینان در سال ۱۳۸۰ مبلغ قابل توجه یک میلیارد و ۷۵۰ میلیون ریال به این پروژه اختصاص یافت.

## اهداف طرح
الف - تشویق و ترغیب جوانان بروجردی به ورزش
ب - جذب مسابقات ورزشی در سطح استان و کشور
پ - جلوگیری از مهاجرت مربیان و چهره‌های شاخص ورزش شهرستان
ت - کمک به اشتغال جوانان

## شهرهای نزدیک به ورزشگاه ولایت بروجرد
ملایر - اشترینان - درود - اراک - خرم‌آباد